# Gisterån
Gisterån är den å som rinner från Kvarntjärnen, som är en del av Stortjärnen och mynnar ut i Indalsälven. Ån är omkring fem kilometer och dess lopp har i huvudsak en nordlig riktning. Åns namn har inspirerat till efternamnet "Gisterå", vilket innehas av några familjer i Sverige.